# Forces Armades de Corea del Nord
Les Forces Armades de Corea del Nord (en coreà: 조선인민군) conegudes també com a Exèrcit Popular de Corea estan dividides en tres cossos; la Força Terrestre de l'Exèrcit Popular de Corea, la Armada de l'Exèrcit Popular de Corea, la Força Aèria de l'Exèrcit Popular de Corea, la Força Estratègica de Coets de Corea, els Guàrdies Rojos Obrers i Camperols, i les Forces Especials de Corea del Nord. Aquestes forces estan compromeses en la defensa del territori nacional nord-coreà enfront de les possibles agressions per part de les forces imperialistes de l'exterior. Tanmateix, per a comprendre la funció de les forces armades de Corea del Nord cal conèixer la geografia i la història d'aquest país.
Corea del Nord és el nom amb què és coneguda la República Popular Democràtica de Corea (RDPC), un estat de l'Àsia oriental que ocupa la meitat septentrional de la península de Corea. Limita al nord predominantment amb la Xina, excepte una petita àrea al nord-est, on ho fa amb Rússia; a l'est està banyada pel mar del Japó i a l'oest per la mar Groga. La frontera meridional és amb Corea del Sud, amb la qual va formar un sol estat fins al 1948. La capital és la ciutat de Pyongyang, amb més de tres milions d'habitants, i les ciutats principals són Hamhung, Chongjin i Nampo, totes amb més de mig milió d'habitants.
La dominació japonesa sobre Corea va acabar amb la fi de la Segona Guerra Mundial l'any 1945. Corea va quedar llavors dividida en dues parts pel paral·lel 38: l'antiga Unió Soviètica va prendre el control de la part Nord, i les forces dels Estats Units van ocupar la part Sud. Els dos bàndols van ser incapaços d'acceptar la implantació d'una administració conjunta a Corea. Això va conduir al fet que el 1948 s'establissin dos governs independents, un al Nord i un altre al Sud, cadascun reclamant la seva sobirania sobre la totalitat de la península.
Les creixents tensions entre els governs del Nord i del Sud van desembocar en la Guerra de Corea quan el 25 de juny de 1950 l'exèrcit de Corea del Nord va creuar el paral·lel 38 (que actuava de frontera) i va atacar a les forces del Sud. La guerra va continuar fins al 27 de juliol de 1953, quan el Comitè de les Nacions Unides, els voluntaris de la República Popular de la Xina i el govern de Corea del Nord van signar l'armistici de la Guerra de Corea. Una zona desmilitaritzada va ser establerta per a separar els dos països.
Corea del Nord va ser dirigida des de 1948 per Kim Il-sung fins a la seva mort el 8 de juliol de 1994. Després, el 8 d'octubre de 1997, el seu fill Kim Jong-il va ser nomenat Secretari General del Partit del Treball de Corea. L'any 1998 va ser nomenat President de la Comissió Nacional de Defensa. Les relacions internacionals van millorar. Fins i tot va haver-hi una històrica cimera entre el Nord i el Sud en el mes de juny de l'any 2000. Tanmateix, les tensions van tornar a fer-se visibles amb la represa per part de Corea del Nord del seu programa defensiu per tal d'aconseguir armes nuclears.